# إقبال إمام
إقبال إمام (ولد في 17 يوليو 1969) هو لاعب كريكيت باكستاني سابق. لعب في 147 مباراة من الدرجة الأولى و115 مباراة في "القائمة أ" بين عامي 1989 و2005. في أبريل 2019، عُيِّن مدرباً لمنتخب باكستان للكريكت للسيدات قبل مشاركته في جولة في جنوب إفريقيا في ذات العام.